# Borowicze
Borowicze (ros. Боровичи) – miasto w europejskiej części Rosji (obwód nowogrodzki), położone nad rzeką Mstą, 194 km od Nowogrodu Wielkiego. Stolica rejonu borowickiego.

## Historia
Pierwsza wzmianka o Borowiczach pochodzi z 1495 roku. Osada prawa miejskie otrzymała w 1770 roku. Znaczenie miasta wzrosło po wybudowaniu do niego odnogi linii kolejowej Moskwa – Petersburg.
W miejscowości Borowicze, podobnie jak w Swierdłowsku, znajdował się pod koniec II wojny światowej i bezpośrednio po niej kompleks łagrów NKWD (Uprawienie nr 270), w którym więziono żołnierzy Armii Krajowej.
W Borowiczach rozwinął się przemysł maszynowy, włókienniczy, drzewny, papierniczy oraz spożywczy. W mieście działa kombinat materiałów ogniotrwałych; węzeł drogowy; muzeum.

### Przynależność państwowa
- 1495–1547 – Wielkie Księstwo Moskiewskie
- 1547–1721 –  Carstwo Rosyjskie
- 1721–1917 –  Imperium Rosyjskie
- 1917 –  Republika Rosyjska
- 1917–1922 –  Rosyjska FSRR
- 1922–1991 –  ZSRR
- od 1991 –  Federacja Rosyjska

## Miasta partnerskie
- Binghamton, USA
- Haapsalu, Estonia
- Suolahti, Finlandia

## Urodzeni w Borowiczach
- Sergiusz Grudkowski – polski malarz
- Joannicja (Kożewnikowa) – rosyjska mniszka prawosławna